# Paris, Illinois
Paris är en stad (city) i Edgar County, i delstaten Illinois, USA. Enligt United States Census Bureau har staden en folkmängd på 8 752 invånare (2011) och en landarea på 14,3 km². Paris är huvudort i Edgar County.

## Kända personer från Paris
- Carl Switzer, skådespelare